# Centrodora cicadae
Centrodora cicadae är en stekelart som beskrevs av Filippo Silvestri 1918. Centrodora cicadae ingår i släktet Centrodora och familjen växtlussteklar.
Artens utbredningsområde är Italien. Inga underarter finns listade.